# 親なるもの 断崖
『親なるもの 断崖』（おやなるもの だんがい）は、曽根富美子による日本の漫画作品。1992年、第21回日本漫画家協会賞優秀賞を受賞。2010年代になって電子書籍化された際に再度話題となり、紙の書籍としても再版された。中島みゆき「断崖 -親愛なる者へ-」とは無関係。

## 概要
1988年 - 1989年、秋田書店刊『ボニータイブ』にて連載。1991年初版単行本が出版。その後絶版となるが、戦後70年の節目となる2015年4月に電子書籍として再版。ダウンロード数は47万を突破、作品の内容について大きな反響を得たことにより、同年7月10日に紙媒体でも新装版が発売された。

## あらすじ
父あり 母ありて 父無し 母無し 親ありて 親なるもの知らず
誰が定むべきこの世の別れ つめたい土に声も出ず まだ幼き足首 夜間にうかぶ
我が親なるもの 断崖 生死の淵なれば 問うことあたわず 問えば地獄 あるいは生き地獄
されど我が親なるもの断崖 生死の淵なれば 生死の淵なれば
第7話より。梅が初見世の客から教わった、地球岬の言い伝えである。

### 第1部（昭和2年 - 昭和9年）
昭和2年4月、青森の貧しい農村の娘である16歳の松恵、その妹で11歳の梅、13歳の武子、11歳の道子の4人は、北海道室蘭の幕西遊郭に売られてくる。道中4人を連れた女衒の下田は地球岬（ポロ・チケウ）を指差し「親である断崖」という意味であること、死にたくなったらここに来いと教える。遊郭に着いた4人は「富士楼」の女将・お滝と面会し、松恵と梅の姉妹は「器量良しの姉妹」と評され、大人びた印象の武子は「幕西一の芸妓になれる」と太鼓判を押されるが、容姿が劣る道子は「芸妓は無理」と断言され、下働きを命じられる。その日の夜、女将の独断により松恵は早速客を取る事になる。番頭の直吉に連れ出され泣き叫ぶ松恵。その様子に不安になる梅と道子。しかし武子だけは女将に対し「ふつつか者ですがお願いします」と挨拶をした。その日の夜、生娘のまま客を取らされた松恵はショックで自殺してしまう。物置部屋で寝入ろうとしていた3人の前に直吉が飛び込んできて、「……一葉（松恵の源氏名）が首吊った」と告げた。便所で姉の亡骸を目の当たりにした梅は泣き叫ぶも、女将から非情にも「松恵の借金は お梅お前に加算されるよ!!」と告げられた。遊郭の近所にある寺で、梅は武子・道子と共に松恵の通夜を営んだ。「死ぬ事はなかったのに」とつぶやく武子に対し、梅は「おめえに松恵ねえちゃんの何がわかってるって言うんだ!!」と叫ぶ梅。梅は松恵が言い交わした男の元へ嫁ぐはずだった事を明かす。しかし、父親が馬に蹴られて重傷を負い、寝たきりの生活になった事から松恵は彼に「遠い所へ奉公に出る」と伝え、逃げるように村を去ったのだ。松恵の分も借金を背負った梅は「夕湖」として11歳ながら自ら進んで体を売るようになり、人気の女郎となる。「本部屋」へ移る事となった梅は武子と道子に対し、初見世の客から寝物語に地球岬の言い伝えを教わった事を打ち明けた。その昔、幼い女の子が地球岬の断崖の淵で、漁に出たまま戻らない両親を求めて泣き叫んでいた事。その事から、人々は岬の大きいほうを「親である断崖」。小さいほうを、「子である断崖」と呼ぶようになったというのである。
昭和4年2月。半玉としての修行を続けていた武子は同じ青森出身の船乗りと出会い恋に落ち、密かに駆け落ちしようとしたが、地球岬で追いつかれ、心中しようとしたものの捕まり連れ戻された。眠る武子を見つめ、女将は「私が分身のように育ててる半玉だよ」と話した。事件から1ヵ月後、武子の様子は変わりなく、お座敷に出ていた。彼女の様子を見ていた女将は下働きに「あれの準備も頼むよ」と密かに命じた。武子は妊娠していたのである。4月、「一本」のお披露目まで1ヶ月あまりとなった武子は、八幡宮神社で祝言を挙げる新郎新婦に巫女として固めの盃を注いでいた。盃を下げようとしたその時、予定よりも早く産気付いた武子は倒れ、男衆によって別室に運ばれ、女将の立ち会いの下で出産。女将は赤子を取り上げるとその場で殺害した。その後、武子は聡明で気丈な性格を女将に買われて「没落した公家の娘」という架空の出自を与えられ、先輩芸妓からのイジメや厳しい稽古も持ち前の気の強さで乗り越え、幕西一の人気芸妓になる。
一方、下働きとして奮闘していた道子は、華美な様相で持て囃される梅や武子への羨望や「たくさん稼いで両親にご飯を食べさせてあげたい」との思いから女郎になる夢を諦めきれずにいた。その後幕西遊郭はずれの格下店・「山羊楼」に転売され、念願の女郎になった道子だが、そこは「地獄穴」と呼ばれる劣悪な環境で、性病に罹った道子は客をとれなくなり、視力は落ち着物を着ることも出来ず、ゴザを体に巻きつけて生きながらえている有様となる。下働きの口から道子の窮状を知る梅。
その頃、梅は医師の息子で反政府運動に傾倒する青年・中島聡一と恋に落ちていた。梅は聡一に「将来のことなんて おら考えた事もねぇわ」と言うと、彼は「無学なのを当たり前だと思うな! お前が今の時代そのものなのだ!!」と梅を諭した。聡一の情熱に打たれ、涙する梅。ある吹雪の日。梅の元に登楼していた聡一は、時計を見ていた。梅に「冬休み中なのに」と聞かれるが、彼は師範学校を「やめるわけにはいかない」と梅に告げた。彼の学生生活は、反政府活動のための隠れみのだったのである。そこへ、梅の元で下働きをしていて現在は「富士楼」副番頭の妻になった茜がお菓子を持って現れ、彼の恩師である久末進と妹・光子が愛国翼賛会の襲撃に遭い、進は目の前で妹を強姦された上殺害され、妹は自殺したという事件が発生した事を2人に告げた。顔色が変わる2人。久末兄妹の悲劇に愕然となり、青ざめる聡一。このままでは自身と梅に特高の手が回るだろうと告げた。梅は彼と逃亡する事を決意。外出するふりをして、店を出た。その数時間後、「富士楼」へ特高が現れ、梅の部屋で家宅捜索が始まり押し入れから大量の原稿が出てきた。いつの間に店が活動拠点に使われていた事を知らされ、青ざめる店の者達。
梅は聡一との逃亡の際に道子も連れ出し足抜けを図るが、やっとの思いでたどりついた地球岬で渦巻く猛吹雪と海の色を見つめ「これが……これがおまえ（断崖）の本来の姿なのか……!!」と叫んだ。道子は愛国主義者に梅と間違われ殺害されてしまい、逃亡は失敗に終わる。梅は「富士楼」へと連れ戻され、隠し部屋で質の悪い客を取らされることになった。武子は旦那に聡一の減刑を電話で頼むも、「思想犯だけはだめだ」と断られる。武子は梅から駆け落ち直前まで送られた手紙を改めて読み返していた。梅は自身や女郎仲間の現状を手紙に綴り、「何年…何十年かかってもいい おらの手紙を本として出版して欲しい」と懇願していた。武子は手紙を火鉢へ入れ、涙ながらに「生きると決めたからには 女（おなご）の強さを深さを見せつけてやれ」と彼女の心からの叫びを受け止めていた。
昭和7年9月。梅は隠し部屋で産気付き、出産の時を迎える。隠し部屋の女郎たちはお腹の子は聡一の子ではないかと推測したが、梅は足抜けの日に別の男達から輪姦されてしまい、誰の子かわからないというのだった。生まれたのは男児であったが、死産だった。梅が連れ戻されてしばらくの後、直吉は若い軍人に刺され重傷を負う。傷口を押さえながら「富士楼」へと帰りついた直吉の姿に驚く店の者達。相手が軍部である事から表沙汰にはできず店に医師を呼び、手当てを受けた。逮捕された聡一は特高の拷問の末、右目の視力を失い左脚を切断。廃人同然となり、一年半後に拘置所から釈放されその足で梅のいる「富士楼」へ向かい梅と再会を果たすも、彼女の前から去った。梅はこの時、隠し部屋の格子越しで涙ながらに彼が去って行く姿を見つめていた。
月日は経ち、昭和9年8月。梅は18歳になっていた。彼女は3年前から、あの足抜けの際知り合った日鉄社員・大河内茂世から「妻として」身請けを申し込まれていたが、聡一への想いから中々首をたてに降らなかった。この縁談を薦めたのは、武子であった。隠し部屋で梅は武子に対し、「決して忘れません!!」と聡一への想いを切々と訴え、生への渇望をぶちまけた。武子は梅に「子供を産むのや」と告げ、殺された自身の子や死産した梅の男児、松恵・道子。すべての魂を宿す女児を産めと、梅に言った。
梅が茂世の下へ嫁ぐ直前、直吉が「富士楼」を辞めて幕西から札幌へと発つ事を男衆仲間に告げていた。別れを惜しむ仲間達に直吉は、「幕西（ここ）には長居をした 世話になった」と告げた。直吉は男衆仲間から函館から着いた（売られてきた）少女の「見立て」を託された。直吉は彼女に「男を このおれを騙せるか?“夕湖”はおれを騙してくれた あれほど毒の強い女はいない!!あれほど清らかな美しい魂の女は あれほどの女郎はもういない!!!」と梅への報われない愛を叫んでいた。
8月29日、海軍連合艦隊が室蘭港へ入港し、室蘭の街中がお祭り騒ぎとなっていたその日、幕西一の人気芸妓「九条」として有力な旦那・大林を得ていた武子は「富士楼」を乗っ取る。「富士楼」の芸妓をすべて奪われた女将は激怒し、芸妓たちと共に踊る武子を「恩知らず」と罵倒した。花嫁姿の梅を馬に乗せ、嫁入り道中する茂世はこのお祭り騒ぎを苦々しく見つめ、「鉄は平和産業だ」とつぶやいた。

### 第2部（昭和9年 - 終戦後）
「富士楼」を追われた女将は、流れついた漁村の港で網を引いていた。梅は18歳で日本製鉄社員・大河内茂世に身請けされ、女児「道生」をもうけたが、元女郎という過去から周囲からの偏見は凄まじく、娘の身を案じた梅は道生を置いて失踪。流れ着いた登別温泉で温泉卵を売り歩き暮らすようになった。
後の昭和17年4月、道生は国民学校へ就学。男勝りなガキ大将へと成長していた。やがて、戦争が始まり道生は飼い犬のチロが徴用され、祖母は自身の金歯まで供出せざるを得なくなり、家の仏壇まで金を剥ぎ取られていた。武子は疎開先で道生と初対面する。
昭和19年、幕西遊郭は軍に接収され、「海軍宿舎」となっていた。武子は密かに聡一を匿っていたが、軍部・特高に発覚。事実を知った大林から殺されそうになるも、隠し持っていた拳銃で大林を殺害。遺体を地球岬から投げ捨てた。
1ヵ月半後、たまたま地球岬に遊びに来ていた道生たち。カラスの大群が現れたのを見咎め、なんだろうと崖下を覗き込むとそこにはミイラ化した大林の遺体が。現場検証が始まり、集まった大人たちが武子と大林の関係を噂するのを尻目に、帰途につく道生たち。この頃はすでに食料も統制となっており、子供達はお腹をすかせながら「戦争…早く終わんねえかな…」とつぶやいていた。
昭和20年7月15日。祖母・叔母・お手伝いと共に防空壕に避難していた道生は、用足しに自宅の便所へ戻った際、初潮がきた事に気付く。防空壕へ引き返した直後、突如爆音が響き渡り、吹き飛ばされた道生。自身は掠り傷ですんだが、祖母は重傷を負い、叔母・お手伝いは被弾し即死だった。祖母を連れ、市内の避難所へと向かうと、そこには幼馴染み・田中つぐじがいて、彼の弟妹も屋根の下敷きになって死んだと明かされた。また、他の避難民からは日鉄も（砲撃で）だいぶやられたそうだと告げられた。つぐじからモンペに血が付いていることを指摘され慌てる道生を見た祖母は、「とうとう“女”になりくさって…」とつぶやいた。今際の際に祖母は、父・茂世が失踪した母・梅の消息を知るたびに彼女を追っていた事を道生に打ち明けた。道生は被弾し壊滅状態となった日鉄へと行き、祖母が避難所で死んだ事を父に伝え「もう 戦争なんかいやだ!!」と泣き叫んでいた。
昭和20年。終戦を迎え、武子は米軍兵を相手にする娼婦へと変わり果て、かつて女将から叩き込まれた京言葉も忘れてしまっていた。彼女は米軍兵を相手に路上で芸を披露していた「富士楼」の元女将を見つけて引きとった。
梅は、小樽で飲み屋を営みながら戦災孤児の世話をして暮らし、やがて病を患い激動の人生の幕を閉じていた。茂世は知人からの手紙で梅の死を知り、道生と茂世は小樽へ。2人を出迎えた姉妹は梅と出会った経緯を話す。「お互い戦争で身寄りもなくしてしまったから 一緒に暮らそう」と告げられたこと。そして、亡くなる前夜。寝物語のように梅は自身の身の上話を打ち明けた事。母親が最期まで自身のへその緒を大切に持っていた事を明かされ、梅の遺骨を渡された。道生は思いを爆発させ、「誰も私の母さんを幸せにできなかった!!」とぶちまけた。室蘭へと戻った後、母が眠る墓の前で道生はつぐじから「いつか父さんに謝れよな」と、彼から自身の父が戦死して遺骨が戻らなかった事を引き合いに出され、諭される。
そして月日は流れ、昭和33年。道生は成人し嫁ぐ日を迎えていた。大河内邸には近所の住民が集まり、ガキ大将だった彼女が花嫁として嫁いでいく姿を見守っていた。人々は大河内の祖母が道生の花嫁姿を見る事なく、亡くなった事を惜しんだ。茂世にあいさつする道生。道生の嫁入り行列が、地球岬を歩いて行く。地球岬の向こうで、新郎・つぐじが道生を出迎えていた。同じ頃、武子は44歳。幕西遊郭は前年（昭和32年）から施行された売春防止法により、長い歴史に幕を下ろそうとしていた。病に倒れた「富士楼」の元女将は危篤状態となっており、武子は「道生が小学校教諭となり、子供達に戦争の恐ろしさを説いている」ことを彼女に教えた。
それから十数年。4人の子を持つ母となった道生は、子供達を連れて地球岬を訪れ、地球岬の言い伝えを教えるのだった。
〔完〕

## 登場人物

### 主人公
梅（うめ）
本作の主人公にしてヒロイン。
松恵の妹。昭和2年4月の時点で11歳。女将から姉・松恵とともに「器量良しの姉妹」と評される。
当初は半玉から始める予定であったが、急逝した松恵の分の借金も背負ったことや納骨代を払うため11歳で初潮を迎える前にもかかわらず自ら進んで体を売る。遊郭に売られてきた当初は常に松恵のそばにいるような少女だったが、姉の死後は強い信念を持った性格に変わり、源氏名「夕湖（ゆうこ）」として幕西一の人気女郎に成長していく。
そんな中、聡一と出会い恋に落ち、劣悪な環境で病身ながらも売春する親友・道子を連れて彼と逃げようとするが失敗。富士楼に連れ戻され、制裁として隠し部屋で性質の悪い客をとらされる生活を経て18歳で日本製鉄社員・大河内茂世に身請され結婚する。女児・道生を出産するも元女郎ゆえ周囲からの風当たりは強く、娘の幸せを思い失踪。生き別れた夫に捜索されるが、居場所を突き止められる度に失踪を繰り返す。
流れついた登別温泉で、温泉卵を売り歩き生活していた。
最後は、小樽で居酒屋を営みながら、戦争孤児の世話をし働いた末に病死する。
武子（たけこ）
昭和2年4月の時点で13歳。3兄妹の一人娘で、身売りされることを覚悟しながら育ち、大人びた美少女ゆえに高額で身売りされる。加えて聡明で気丈な様子に女将から将来を期待され、芸名「九条（くじょう）」と「没落した公家の娘」という偽りの出自を与えられ半玉となる。小学校を卒業しており、物知りで冷静かつ勝気な性格。ませており、遊郭に来た初日、客と別室に移った松恵が何をしているのか知らない道子に対し「そんな事も知らずにここに来たのか」と笑いながら説明する。
その後、先輩芸妓のいじめに耐え、厳しい稽古に努力を重ね、さらには心中未遂や悲しい出産を経て、幕西一の人気芸妓に上り詰める。やがて有力な旦那・大林を得て「富士楼」を乗っ取る。戦時中は女将業のかたわら反政府運動を続ける聡一に陰ながら協力、戦後の遊郭廃業までを生き抜く。

### 主人公達の友と姉
道子（みちこ）
昭和2年4月の時点で11歳。栄養失調により体は小さいまま成長は止まっている。上向きの低い鼻にそばかす顔で容姿に恵まれず、身売りの際に90円という安値に値踏みされ父親から疎まれるが、決して両親を憎まず親孝行な考えを持つ心優しい性格である。「富士楼」では醜さゆえ表に出せないことから下働きを命じられる。やや愚鈍な節があり、売られてきた日に客を取らされた松恵が客の男性と別室に移った際に何をしているのか知らず、武子に笑われながら何をしているのか教えられたが、「何故男性はそんな事を女性にするのか？」と理解に苦しんでいた。その後も華美な様相で客にもてはやされる梅や武子への羨望から女郎になることを望み、梅を通じて女将に懇願するが許されなかった。なお、この際道子が月経だと思っている出血は病気による物で、彼女は長く生きられないと女将が梅に話している。やがて「山羊楼」という他店に転売され念願の女郎となり、客への床づけの良さからのちに「幕西の大衆便所」と呼ばれるようになる。だがそこは客層・衛生面も劣悪な環境の店で、性病に罹患し視力も失う。
窮状を知った梅に連れられ衰弱した身体で足抜けしようとするが、追手に梅と間違えられて地球岬で突き落とされ命を落とす。
松恵（まつえ）
梅の姉。昭和2年4月の時点で16歳。左顎にほくろがある。遊郭に来るまでの道中、歩けなくなった梅を背負ったり、落ち込む武子を励ますなど優しい性格。妹の梅と共に「器量よしの姉妹」と女将に評される。父親が馬に蹴られ大怪我を負い働けなくなったことから、結婚を約束する男性が居ながらも引き離され、梅とともに幕西遊郭に売られる。
「富士楼」に来た当日、女将の独断により「一葉（いちよう）」という源氏名を与えられ、生娘のまま女郎として客を取らされ、直後にショックで首吊り自殺する。

### 「富士楼」

#### 女将・従業員
女将
室蘭の幕西遊郭にある遊郭及び置屋「富士楼（ふじろう）」の女将。気性が激しく厳しい性格の女性。名前は「お滝」。
気丈で才色のある武子に期待を寄せ、時に非道な手段ながらも手塩にかけて人気芸妓に育てるが、やがて彼女に裏切られ富士楼を追い出される。その後は、流れついた漁村で網を引いて暮らしていた。
戦後、進駐軍相手に芸を披露して糊口をしのいでいたところ武子と再会。彼女に引き取られ富士楼に戻る。
昭和33年、前年から施行された売春防止法で幕西遊郭の廃止が決まった頃、病を患い、武子に看取られ息を引き取った。
下田（しもだ）
松恵達を「富士楼」まで連れてきた女衒。若くして遊郭で働くこととなった彼女たちを気遣い、室蘭の町を案内したり食事を用意するが、富士楼の女将にそのような情をかけることは、これからの過酷な生活を送る娘たちのためにならないと咎められる。
富士楼までの道中地球岬に立ち寄り、死にたくなったらここに来るよう4人に告げる。
直吉（なおきち）
富士楼の番頭。梅に対して条件の良い客を回すなど気にかける。
次第に梅へ想いを寄せるようになり、梅が中島と密かに交際している事を知ると、唇を奪おうとするが「自分の体で一番きれいな場所だ」とはねつけられた。
梅が「富士楼」へ連れ戻されてすぐの頃、若い軍人に刺され重傷を負う。
退院してすぐ、梅のいる隠し部屋へと行き、大河内からの身請け話があることを梅に伝える。その際、彼女から「おらをもう一度幕西一の女郎にしたててみろ それ以外でおらとお前は一緒に生きてはいけない」と彼の気持ちに応えられない事を告げられた。
彼女が大河内と結婚した際には「あれだけの女郎はもういない」と号泣する。
昭和9年、梅が大河内家へ嫁ぐ直前に幕西遊郭を去り、札幌へ発つ事を男衆仲間に告げた。
お善（およし）
「富士楼」の下働き。
長年、女将の下で働いており武子の出産時にも立ち会っていたが、後に彼女が「富士楼」を乗っ取ると武子側についた。
茜（あかね）
他店に転売された道子に代わって「富士楼」に入って来た下働きの女性。そばかす顔で美貌ではないが、気立ても良いが要領も良い。
口が軽いのが玉に瑕だが、梅と聡一の仲を密かに応援している。
道子の身を案じた梅に頼まれて、道子の元に差し入れをしたりしている。道子の窮状を涙ながらに梅に伝えた。後に「富士楼」の副番頭の男性（後述）と結婚。
隆太（りゅうた）
「富士楼」の副番頭。茜が下働きの頃から交際していて、自身がこつこつ貯めた給金で茜を身請けし結婚。
直吉が軍人に刺された一件で、彼が手当てを受けている最中に隠し部屋へと向かい梅に直吉の事件を伝える。
その上で、「直吉と一緒になれ」と梅を諭した。

#### 芸妓・女郎
若駒（わかごま）
「富士楼」の芸妓。武子に嫉妬し、腕をつねったりするなどの嫌がらせを加える。
座敷を終えた後の武子の腕の傷跡を見た、女将から「トウが立っちまって もうダメだね」と言われていた。
春菜（はるな）
武子が女将になってから「富士楼」に入って来た芸妓。
武子いわく売られて来た当初は、「どこの山で育てられた狼女かと」見まごう風貌だったとのこと。
マサ
「富士楼」の女郎。「吉原遊郭から流れ流れて幕西に来たのよ」とのこと。
客との間に子供ができてしまったことを、梅たち女郎仲間にこぼしていた。番頭からほおずきを渡され、「今夜じゅうに堕ろせ」と告げられた。
赤子は流れたものの、女郎仲間いわく「胎内がぐちゃぐちゃになって 医者にも診せんと秋田に帰された」。
ルリ子（ルリこ）
「富士楼」の女郎。なじみ客に海軍軍人がいるが、毎夜殴る蹴るなどして自身を抱く事から、とうとう相手への恐怖心で半狂乱となり、「もう軍人の客を取るのはいやだ」と泣き叫び、直吉から「モルヒネでも打っとけ」と命じられた男衆に連れて行かれた。
美加代（みかよ）
梅が茂世に嫁ぐ直前、「富士楼」へ売られて来た少女。13歳。
直吉が最後に「見立てた」際、彼から「男を この俺を騙せるか?」と問われた。
サチコ
「富士楼」の女郎。キリスト教信者で、「アーメンアーメン」と言いながら客に抱かれて亡くなった。
生前、性病を患っており、週一回の検梅には「泣いていた」との事。ついに医師に発覚し、表向きは「入院」とされたが、隠し部屋で客を取らされていた。
キミコ
武子が「一本立ち」を迎えた日に、「富士楼」へ売られて来た少女。
武子の隣の家に住んでいた幼なじみ。青森から幕西へと売られる事を知り、彼女に会える事を喜んでいた。
武子の母から預かった大根のぬか漬けを渡そうとするが、武子から受け取りを拒否された。

### 梅の関係者
中島 聡一（なかじま そういち）
反政府運動に傾倒する男性。当時は非常に珍しかったフェミニスト。教師を目指して札幌の師範学校に通う。室蘭の開業医の息子であり、学生時代に梅と駆け落ちしようとするが、特別高等警察に逮捕・投獄され拷問を受ける。拷問の末、廃人同様になり、釈放後に梅の前に現れるが、彼女の前から去る。
昭和19年。飼い犬を徴用から逃がそうとして、頭に怪我を負わされた道生を手当て。その頃には武子から密かに支援を受けていた。
大河内 道生（おおこうち みちお）→田中 道生（たなか みちお）
梅と茂世の長女。目元は美貌の母に似ているが、眉が太く雰囲気が異なる。眉や鼻は父と祖母に似ている。幼くして母親が失踪するという悲劇に見舞われるが、国民学校への入学時にはたくましく成長し、男勝りなガキ大将となった。乳児期から通して髪はおかっぱだが、就学以前まで半ズボンでずっと男の子達と遊んで過ごしており、入学式にワンピースを着て参列するまで遊び仲間全員から同性だと思い込まれていた。戦後、遺骨となった母親と再会の後に小学校の教師になり、幼なじみのつぐじと結婚して四子を儲けている。
大河内 茂世（おおこうち しげよ）
日本製鉄社員で、日鉄の財閥親族ではあるが幹部職を嫌い、現場で鉄の職人として働いている所謂「現場畑」。梅の夫で道生の父。結婚当初39歳。鼻下と顎に髭をたくわえており、かなり大柄。梅とは彼女が足抜けした際に知り合う。
後に梅を身請けして結婚。一人娘の道生を儲けるが、自分の留守中を狙った自宅の周辺住民から、女郎上がりである梅が窃視や嫌がらせを受け続けたことで刃傷沙汰が起き、姉妹や母の進言により身を引いた梅に去られてしまう。
その後、愛妻との再会を願い梅の消息をたどるが、居住地を見つける都度に娘を思う梅から失踪を繰り返されてしまい、再会が叶ったのは戦後に梅が臨終を迎えた後となった。
普段は穏和で素振を見せないが、世間から梅を守り切れなかったことを悔いており、少女期の道生から母の失踪について度々責められ、失言された際は娘に手を上げることもあった。
物語終盤は高齢となり、つぐじに嫁入りする道生を見送る。
大河内茂世の母（おおこうちしげよのはは）
茂世の母で道生の祖母。息子と梅の結婚に猛反対し、地域住民との間に事件を起こした梅に室蘭から去るよう懇願。愛情深い人物でもあり、その後は茂世と2人で孫娘の道生を育ててきた。心の底では梅を案じており、梅の失踪後、彼女から密かに届けられた品を道生に渡すなどしていた。ほか、国民学校で好奇心に負け祠を覗こうとして教師から道生が体罰を受けた際には手を着いて謝罪し、孫娘を体裁から守るため茂世と共に校長、教師、道生の出自を知る近隣の人々に頭を下げて金銭を渡して回った。
戦争に反対する道生に当時の日本国民の一般的な価値観を教える。
昭和20年7月15日（終戦の1か月前）、室蘭の街を襲った艦砲射撃により重傷を負い、避難所で亡くなった。
大河内 キヨ子（おおこうち キヨこ）
茂世の姉妹で道生の叔母。
上述にもある、昭和20年7月15日に室蘭の街を襲った艦砲射撃に遭い、お手伝い・サキとともに防空壕で圧死した。
田中 つぐじ（たなか つぐじ）
道生の幼なじみ。7月15日の艦砲射撃により、弟妹を喪う。
戦後、道生が母の墓参りに行った際、自身の父が戦死して遺骨も戻らなかった事を引き合いに出し、「いつか父さんに謝れよな」と道生を諭した。
後に日鉄社員となり道生と結婚する。

### その他
大林 盛康（おおばやし もりやす）
武子の旦那。「民政会」の実力者で武子に入れ揚げ、やがて彼女に料亭を持たせ「富士楼」を乗っ取るきっかけを作る。
昭和19年、武子が聡一を匿っている事を特高から知らされて驚き、開き直る彼女を殺害しようと日本刀を向けるも、逆に武子から銃殺されてしまう。
遺体は、地球岬へと遺棄された。
平田先生（ひらた）
道生の担任。幼いながらも戦争に反対の立場を崩さない道生に体罰を加えるなどする。
やがて出征を迎えた際、自身よりも先に出征し、戦死した兄の遺品でもある梅の女郎時代のブロマイドを道生に贈る。
久末 進（ひさずえ すすむ）
聡一が通う師範学校の教師だったが、プロレタリア文学の講演会の最中に踏み込んできた警察に身柄を拘束され、釈放後に免職処分を受けた。
その直後から、自身が出版する著書のすべてが発禁処分となり、「留置場と拷問のくり返しさ」と聡一に打ち明けていた。
聡一が梅の元に登楼していた日、愛国主義者のグループに襲われ、殺害された。
久末 光子（ひさずえ みつこ）
久末の妹。心労がたたり、故郷で療養生活を送る兄嫁に代わって、進の身の回りの世話をしている。
久末が愛国主義者のグループに襲われた際、彼の目の前で強姦されてしまい、自殺した。
中島 聡二郎（なかじま そうじろう）
聡一の父。室蘭で医院を営んでいる。
息子が梅と恋仲である事を知り、「富士楼」へ現れ「息子と別れて欲しい」と懇願。梅から自虐的に自身の境遇を引き合いに出し、「男は男 女もただ女だけのことよ」と告げられると激高し、梅を杖で殴ろうとするも、直吉に止められた。
聡一が梅と駆け落ちしようとした日、病に倒れて臥せっていたところへ聡一が見舞いに訪れ障子越しに対面するも、彼が実家から逃亡、その後特高に捕まり、その日が息子との最後の対面となってしまう。
中島 宏治（なかじま こうじ）
聡一の異母弟。聡一が梅と駆け落ちしようとした日、父親が倒れた事を知らせに現れた。
だが、尾行されている事に気付かず、実家に特高が現れてしまう。その場から聡一を逃がすも兄は捕まり、その日が兄との最後の対面となった。
初見世の客（はつみせのきゃく）
梅が直吉に「自分を女郎にしてくれ」と懇願し、女将に無断で水揚げした相手。
彼女との寝物語に、地球岬の言い伝えを教えた。回想シーンにも登場。

## コミックス

### 文庫版
- 曽根富美子 『親なるもの 断崖』 宙出版〈宙コミック文庫〉、全2巻

1. 2007年12月発売 ISBN 978-4-776-79410-3
2. 2007年12月発売 ISBN 978-4-776-79424-0

### 新装版
- 曽根富美子 『親なるもの 断崖』 宙出版〈ミッシィコミックス〉、全2巻

1. 『第1部』　2015年7月10日　ISBN 978-4776740643
2. 『第2部』　2015年7月10日　ISBN 978-4776740650

### 特装版
電子書籍のみの配信。単行本未収録の読切が掲載されている。
- 曽根富美子 『親なるもの 断崖』 小学館〈フラワーコミックス〉、全4巻

1. 2017年1月20日 [6]
2. 2017年1月20日 読切「仮親 お恒」[7]
3. 2017年1月20日 読切「出発」[8]
4. 2017年1月20日 読切「2日間の母娘」[9]